# Magnus Rangvaldsson
Magnus Rangvaldsson (Peter Rangvaldssons ätt) var en svensk  riddare och svenskt riksråd och Sveriges drots, den tredje i ordningen.

## Biografi
Magnus Rangvaldsson tillträdde drotsämbetet 1288, hans företrädare var Knut Matsson (Lejonbjälke). Från kung Magnus Ladulås tid känner man trenne män, vilka beklätt drotsämbetet. Ulf Karlsson (Ulv) var drots vid år 1276, Knut Matsson, vars namn vi återfinner under Skänningestadgan med den vidfogade titeln: drotset 1280, och Magnus Rangvaldsson 1288. 

### Familj
Magnus Rangvaldsson var gift med Hela Anundsdotter (vingad lilja), dotter till riddaren och riksrådet Anund Haraldsson (vingad lilja) och Ingeborg Elofsdotter (vingad pil).. Efter Magnus Rangvaldssons död gifte Helga Anundsdotter om sig med riddaren och riksrådet Rörik Birgersson den yngre (balk).